# Erie Land Light
| Erie Land Lighthouse | Erie Land Lighthouse          |
| -------------------- | ----------------------------- |
| Erie Land Light      |                               |
| Lage:                | Erie, Pennsylvania            |
| Inbetriebnahme:      | 1867                          |
| Deaktiviert:         | 1880/1899/in Betrieb          |
| Fundament:           | Eichenholz, Kalkstein, Zement |
| Bauweise:            | Ziegelstein                   |
| Turmform:            | konischer Turm                |
| Höhe:                | 15 m                          |
| Ursprüngliche Linse: | Fresnel-Linse                 |
| Reichweite:          | 31,5 km                       |
| Leuchtfeuer:         | weißes Blinklicht             |

Erie Land Light oder auch Old Presque Isle Light ist ein 15 m hoher Leuchtturm in Erie, Pennsylvania. Er ist einer von drei Leuchttürmen in Erie; die beiden anderen sind Presque Isle Light und North Pier Light. Das Bauwerk befindet sich im Lighthouse Park am Dunn Boulevard.
Der Leuchtturm wurde ursprünglich 1818 erbaut, aber zwischenzeitlich zweimal ersetzt. Das heutige Bauwerk entstand 1867 und wurde durch den Historic American Buildings Survey 1936 dokumentiert. Am 30. März 1978 wurde der Leuchtturm in das National Register of Historic Places eingetragen.

## Geschichte
Das ursprüngliche Erie Land Light war 1818 der erste durch die Bundesregierung der Vereinigten Staaten erbaute Leuchtturm im Bereich der Großen Seen. Der damalige Leuchtturm war ein sechs Meter hoher quadratischer Turm, der 1851 begonnen hatte, langsam zu versinken. Er musste 1857 ersetzt werden. Die Optik wurde durch L. Sauter & Fils in Paris, Frankreich gebaut und kostete damals 7000 US-Dollar.
Der zweite Turm an dieser Stelle war ein knapp 18 m hoher konischer Turm aus Ziegelsteinen, die von Milwaukee in Wisconsin geliefert wurden. Auch das Fundament dieses zweiten Turms wies Mängel auf und musste 1866 erneut ersetzt werden. Eine Untersuchung ergab, dass sich unter den Fundamenten eine dünne Schicht von Treibsand befand.

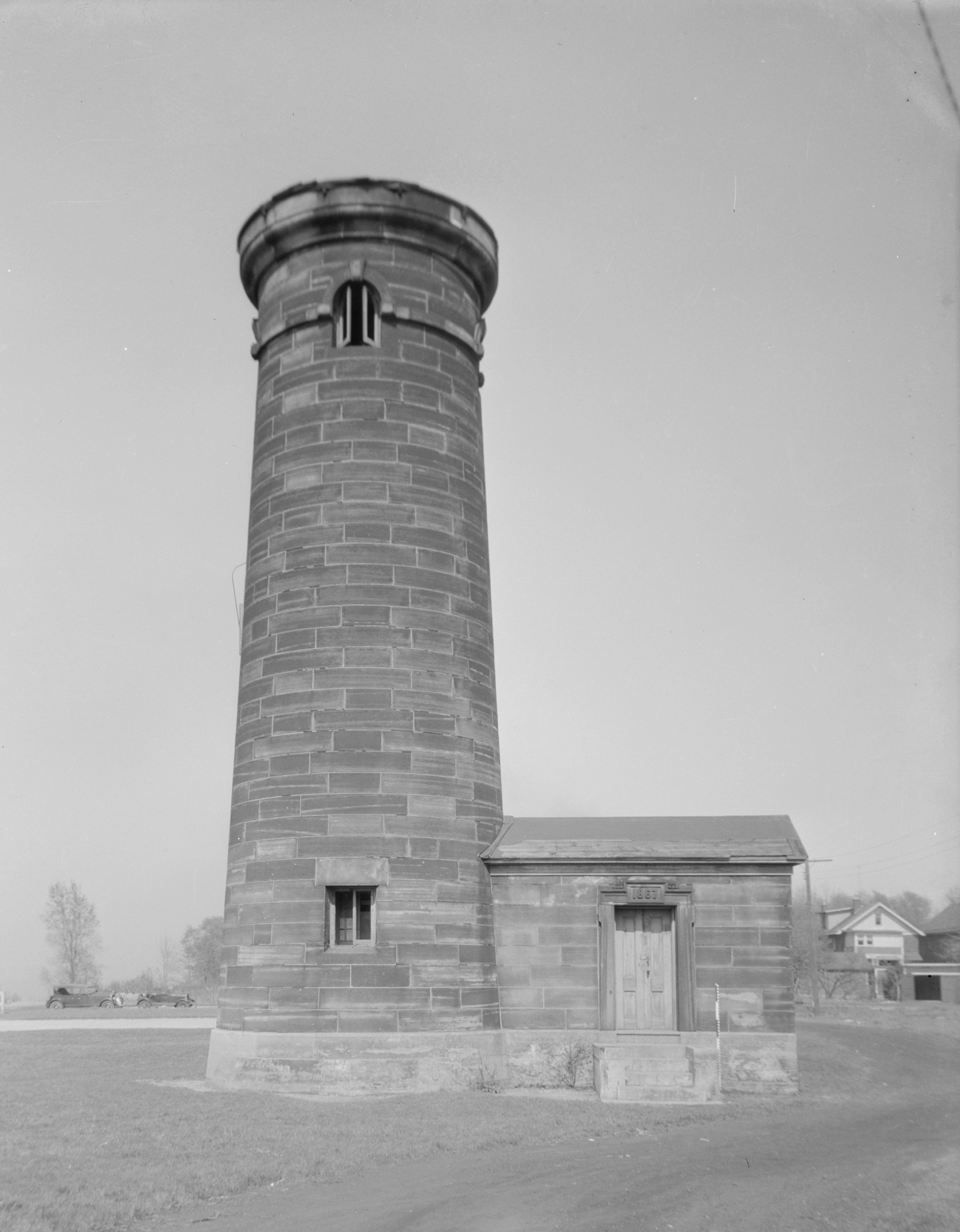
Photographie des HABS/HAER aus dem Jahre 1936 ohne die Lampe

Der dritte Turm wurde unter Verwendung von Sandstein aus Berea errichtet. Um zu verhindern, dass der Turm wie seine Vorgänger versinken würde, rammte man sechs Meter lange Eichenstämme in den Untergrund, auf die eine knapp zwei Meter dicke Gründung aus gebrochenem Kalkstein und Portlandzement gelegt wurde. Eine zweistöckige Saltbox für den Leuchtturmwärter wurde zur selben Zeit gebaut.
Der Leuchtturm wurde 1880 außer Betrieb genommen, weil er anbetrachts des neuen Presque Isle Lights auf Presque Isle unnötig erschien. Er wurde für 1200 US-Dollar verkauft. Nach einigem Aufruhr in der Öffentlichkeit kaufte die Regierung das Bauwerk zurück und setzte das Leuchtfeuer 1885 wieder in Betrieb. Er wurde dann bis zum 26. Dezember 1899 betrieben, als er erneut stillgelegt wurde. 1902 wurde die Optik ausgebaut und nach Ohio geschickt, wo sie im Marblehead Light weiterverwendet wurde. Ein Dach aus Dachpappe wurde über dem Turm gesetzt, nachdem der Raum für das Leuchtfeuer entfernt worden war. Die Stadt Erie erwarb den Leuchtturm 1934.

### Heutige Verwendung und Rekonstruktion
Eine hölzerne Replik des Laternenraumes wurde 1990 auf den Turm gebaut und am 26. Dezember 1999 wurde das Leuchtfeuer wieder in Gang gesetzt. Die Replik wurde bei einem starken Sturm am 5. Mai 2003 weggeweht.
Eine neue 2850 kg schwere Replik aus Kupfer wurde am 19. März 2004 aufgesetzt. Die Pennsylvania Historical and Museum Commission stellte 400.000 US-Dollar zur Verfügung, um den Laternenraum, Treppenstufen und Ziegelwerk zu restaurieren. Die Erneuerung wurde am 19. Juni 2004 vollendet.